# Непмани
Непмани (рос. нэпманы) — підприємці в ранньому Радянському Союзі, які скористалися можливостями для приватної торгівлі та дрібного виробництва, наданими під час Нової економічної політики (НЕП, 1921–1928). Голод 1921–1922 років став уособленням несприятливих наслідків воєнного комунізму, і щоб пом’якшити ці наслідки, Володимир Ленін запровадив НЕП, який заохочував приватну торгівлю. Однак багато більшовиків сприйняли цю політику як «крок назад». Це включало й самого Леніна, який виправдовував політику тим, що більшовики «роблять крок назад, щоб потім зробити два кроки вперед».
Більшість непманів, приблизно 3 мільйони, займалася ремеслами на селі. Найбільш негативно ставилися до тих, хто торгував чи мав дрібний бізнес у містах, особливо тому, що деякі з них накопичили значні статки. Однією з головних цілей Комуністичної партії було просування соціалізму, капіталістична поведінка непманів кинула виклик цій меті. Проте, враховуючи економічні вигоди, які створю непмени, уряд дозволяв їх існування. Коли вони досягли кращого рівня життя порівняно зі своїми бідними колегами з робітничого класу, непманів почали зневажати та стереотипно вважати жадібними. Традиційна ненависть до спекулянтів серед народу зосередилася на непманах, в деяких випадках вона набула антисемітського відтінку. Це підкріплювалося офіційною медійною репрезентацією непманів як вульгарних нуворишів. Коли Йосип Сталін зміцнив свою владу, він агресивно взявся до припинення НЕПу та ліквідації непманів, зрештою скасувавши приватну торгівлю в 1931 році.

## При Леніні
Коли в 1921 році Ленін запровадив НЕП, багато непманів скористалися шансом утвердитися в радянському суспільстві. План Леніна передбачав використання НЕПу як тимчасового заходу для відновлення зруйнованої радянської економіки. Роль непманів у новому економічному кліматі полягала в тому, щоб сприяти поширенню торгівлі в тих частинах країни, куди уряд не міг дістатися. У 1922 році на непманів припадало майже 75% роздрібної торгівлі Радянського Союзу. Однак не всі в країні раділи НЕПу і появі непманів: багато більшовиків сприймали непманів як конкурентів і боялися, що непмани отримають владні позиції, перетворивши Радянський Союз на капіталістичну державу. Члени партії критикували Леніна за НЕП, оскільки це був фактично капіталізм, контрольований державою. Несхвалення НЕПу багатьма членами суспільства сильно вплинуло на якість життя непманів. Їх ретельно перевіряли та обкладали великими податками, а їхнє право голосу було скасовано. Соціалістична реклама створювалася також для протидії капіталістичній діяльності непманів, ця війна з капіталізмом стала однією з головних цілей радянської соціалістичної реклами того часу.
Ленін боровся з цим наклепом і несхваленням, стверджуючи, що НЕП був лише тимчасовим заходом, необхідним для відновлення зруйнованої радянської економіки. Він також зазначив, що непмани допомагають економіці, тому що вони можуть бути обкладені великими податками, забезпечуючи більше доходів для держави. Збільшення доходів допомогло б уряду забезпечити плани щодо соціалістичного суспільства, а також зміцнити економіку. В очах тих, хто підтримував цю політику, непмани були нічим іншим, як сходинкою, що забезпечувала стабільність для створення радянської соціалістичної держави. Однак до смерті Леніна в 1924 році непмани поступово витіснялися з суспільства, щоб звільнити місце соціалістичним цінностям, а в епоху Сталіна непмани зникли.

## При Сталіні

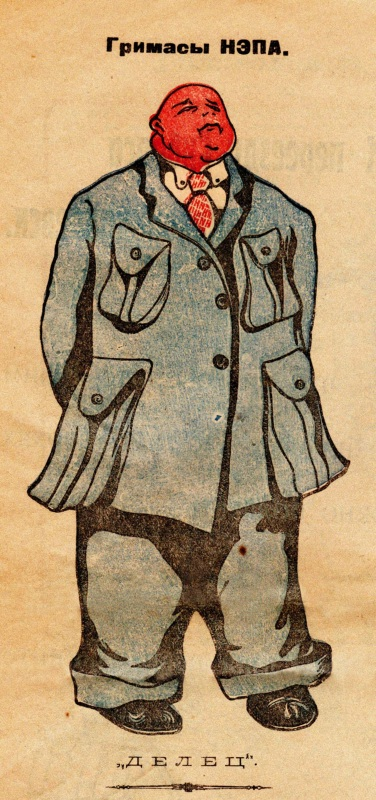
«Ділок», із циклу «Гримаси непу», 1922, художник Веніамін Ромов.

У 1922 році у Леніна стався другий інсульт, який вплинув на його здатність керувати. Перед його смертю в 1924 році почалася очевидна боротьба за владу між Сталіном і Троцьким. Враховуючи нестабільність радянського керівництва, непмани отримали невелике вікно можливостей. Після драматичного падіння продажів від державної промисловості до непманів (з 14,7% до 2,1%) у 1924 році, радянська економіка знову значною мірою покладалася на непманів для стабілізації. Декрети 1925 і 1926 років зменшили податки, державні позики більше не були обов'язковими, а штрафи з працівників були пом'якшені (тобто, менша кількість працівників, менші податки). Хоча непмани отримали краще економічне та соціальне середовище, це не означало, що вони були загальноприйняті, вони скоріше толерувались. Сталін неодноразово висловлював свою зневагу до НЕПу і непманів. Було загальновідомо, що він був розчарований членами Комуністичної партії, які підтримували цю політику.
Під час приходу Сталіна до влади його поміркована позиція зустріла опір як антинепівського лівого крила партії на чолі з Троцьким, так і пронепівського правого крила на чолі з Бухаріним. До жовтня 1927 року Зінов'єв і Троцький, головна опозиція Сталіна, були виведені з ЦК і більше не могли загрожувати Сталіну. У результаті Сталін отримав можливість маневрувати, щоб запропонувати нову економічну стратегію, і свободу розробляти засоби ліквідації приватного підприємництва. У 1928 році Сталін відродив настрої часів Жовтневої революції та агресивно розгорнув антинепівську пропаганду.
У тому ж році НЕП був замінений сталінськими п’ятирчками, що означло, що непмани також будуть замінені. Однак деякі вчені стверджують, що модифікована версія непманів існувала до 1930-х років. Тим не менш, із дедалі більш необмеженою владою Сталіна напруга загострилася, і сила стала прийнятним засобом для усунення заможнішого класу або «ворога народу».